# Alan Rabinowitz
Pour les articles homonymes, voir Rabinowitz.
Alan Robert Rabinowitz, né le 31 décembre 1953 et mort le 5 août 2018, est un zoologiste américain qui a été président, chef de direction et scientifique en chef de la Panthera Corporation, une organisation à but non lucratif vouée à la protection de quarante espèces de félins dans le monde.
Appelé « l'Indiana Jones de la protection de la vie sauvage » par le Time, il a étudié les jaguars, les panthères nébuleuses, les léopards asiatiques, les tigres, les rhinocéros de Sumatra, les ours, les chats léopards, les ratons laveurs et les civettes.

## Jeunesse
Alan Rabinowitz est né de Shirley et Frank Rabinowitz à Brooklyn, New York, mais a déménagé à Queens, New York, peu de temps après. À l'école primaire, il avait un bégaiement sévère. Incapable de communiquer avec ses pairs et ses enseignants, Rabinowitz s'est intéressé à la faune, avec laquelle il pouvait communiquer.
Plus tard, Rabinowitz a régulièrement rappelé comment, dans son enfance, il s'était intéressé à la conservation de la faune. En 2008, la vidéo de Rabinowitz racontant cette histoire sur The Colbert Report est devenue virale. Il a été porte-parole de la Stuttering Foundation of America (SFA).
En 1974, Rabinowitz a obtenu son baccalauréat en biologie et chimie au Western Maryland College (maintenant McDaniel College) à Westminster (Maryland). Il a ensuite obtenu sa maîtrise (1978) et son doctorat (1981) en écologie à l'Université du Tennessee.

## Carrière
Avant de co-fonder la Panthera Corporation avec le président de l'organisation Thomas Kaplan en 2006, il a été directeur exécutif de la division Science et exploration de la Wildlife Conservation Society, où il a travaillé pendant près de 30 ans.
Alors qu'il travaillait dans la vallée de Hukawng au Myanmar en 1997, il a découvert quatre nouvelles espèces de mammifères, y compris une espèce de cerfs des plus primitives au monde, Muntiacus putaoensis. Son travail au Myanmar a conduit à la création de cinq nouvelles aires protégées, dont le premier parc marin du pays, le parc national marin de l'île Lampi ; le premier et le plus grand parc national de l'Himalaya au Myanmar, le parc national de Khakaborazi ; le plus grand sanctuaire faunique du pays, le Hukaung Valley Wildlife Sanctuary ; la plus grande réserve de tigres au monde et l'une des plus grandes aires protégées au monde ; et le Sanctuaire de faune de Hponkanrazi, une zone qui relie la vallée de Hukaung et le parc national de Hkakaborazi pour une zone protégée contiguë de plus de 13 km2 appelée Northern Forest Complex.
Rabinowitz a également établi le premier sanctuaire de jaguars au monde – le Sanctuaire faunique du bassin Cockscomb – au Belize et la réserve naturelle de la montagne Tawu, la plus grande zone protégée de Taïwan et le dernier morceau de forêt de plaine intacte. En Thaïlande, il a mené les premières recherches sur le terrain sur les tigres indochinois, léopards indochinois et chats-léopards, conduisant à la désignation par l'UNESCO du Huai Kha Khaeng comme réserve mondiale de biosphère.
L'une de ses réalisations a été la conceptualisation et la mise en œuvre du Jaguar Corridor, une série de couloirs biologiques et génétiques pour les jaguars, du Mexique à l'Argentine. Rabinowitz a également lancé l'initiative Panthera's Tiger Corridor, un effort pour identifier et protéger les derniers grands territoires connectés de tigres au monde, en se concentrant principalement sur la région indo-himalayenne.
Son projet d'établir une chaîne d'habitats protégés pour les tigres dans le sud de l'Himalaya a été au centre de la série documentaire de la BBC Natural History Unit : Lost Land of the Tiger (2010). Une équipe d'expédition a passé un mois à enquêter sur le statut des grands félins au Bhoutan, conduisant à la redécouverte de tigres vivant à des altitudes beaucoup plus élevées que ce qui avait été réalisé auparavant.
En novembre 2017, Rabinowitz a démissionné de son poste de président et chef de direction pour occuper le poste de scientifique en chef de Panthera où il a supervisé les programmes de conservation à l'échelle de l'organisation, axés sur les tigres, les lions, les jaguars et les léopards des neiges, ainsi que d'autres projets consacrés à la protection des Pumas, guépards et léopards.

## Mort
Rabinowitz a reçu un diagnostic de leucémie lymphoïde chronique en 2001. Il est décédé le 5 août 2018 des suites de la progression de son cancer. Le magazine de conservation Conjour a déclaré qu'il avait laissé derrière lui un « héritage inspirant de conservation des grands félins ».

## Prix
- 2004 : Our Time Theatre Company Award[14]
- 2004 : Lowell Thomas Award - New York Explorer's Club[15]
- 2005 : Prix George Rabb pour la conservation - Chicago Zoological Society[16]
- 2005 : Flying Elephant Foundation Award[17]
- 2006 : Kaplan Big Cat Lifetime Achievement Award[18]
- 2008 : Prix pour l'ensemble des réalisations du Festival international du film sur la faune
- 2010 : Prix de conservation de la faune du zoo de Cincinnati [19]
- 2011 : Jackson Hole Lifetime Achievement Award in Conservation[20]

## Livres
| Année     | Titre |
| --------- | --- |
| 1986/2000 | Jaguar : la lutte d'un homme pour établir la première réserve de Jaguars.                                        |
| 1991/2002 | À la poursuite de la queue du dragon : la lutte pour sauver les chats sauvages de Thaïlande.                     |
| 2001      | Beyond the Last Village : A Journey of Discovery in Asia's Forbidden Wilderness.                                 |
| 2005      | L'homme et la faune : conflit ou coexistence?                                                                    |
| 2008      | La vie dans la vallée de la mort : la lutte pour sauver les tigres au pays des armes, de l'or et de la cupidité. |
| 2014      | Une bête indomptable : le voyage remarquable du Jaguar.                                                          |
| 2014      | Un garçon et un Jaguar.                                                                                          |